# Jens Evensen

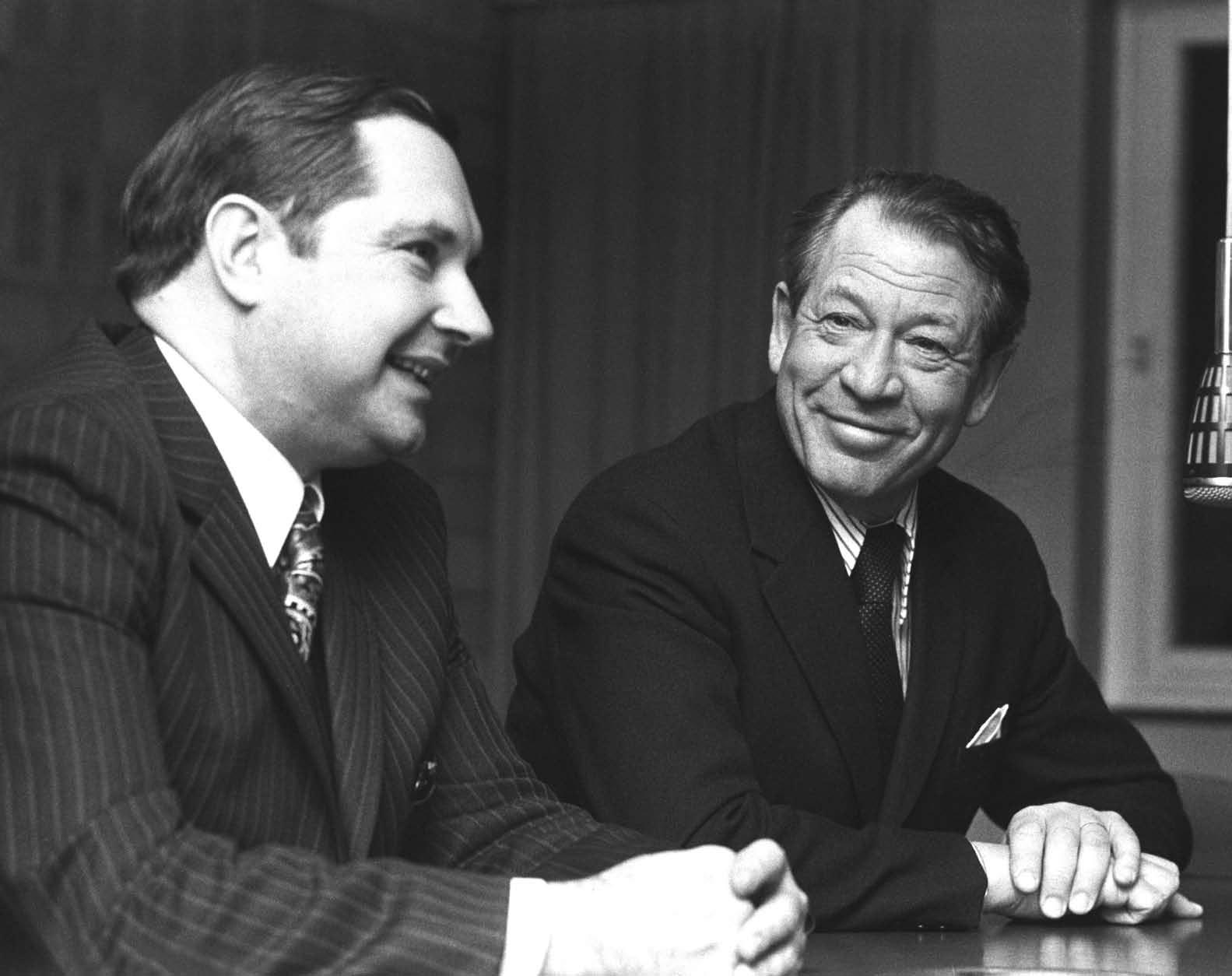
Jens Evensen

Jens Evensen (ur. 5 listopada 1917 w Oslo, zm. 15 lutego 2004) – norweski dyplomata, prawnik.
Był ministrem handlu z ramienia Norweskiej Partii Pracy, profesorem prawa. W latach 1979–1984 członek Komisji Prawa Międzynarodowego, 1985–1994 sędzia Międzynarodowego Trybunału Sprawiedliwości.
Jako minister zapewnił Norwegii prawo do korzystania z norweskiego szelfu kontynentalnego oraz jego zasobów ropy i gazu w okresie kodyfikacji prawa morza.
Był odznaczony Komandorem Orderu Świętego Olafa.